# 어머니 (1926년 영화)
어머니(러시아어: Мать, Mother, Mat)는에서 제작된 프세볼로트 푸도프킨 감독의 1926년 영화이다. 막심 고리키의 소설 《어머니》를 기반으로 제작되었다. 베라 바라노프스카야 등이 주연으로 출연하였다.

## 줄거리 요약
1905년, 러시아. 브라소프는 공장의 배관공으로, 알코올 중독자이며 아내와 아들에게 폭력을 일삼는 가장이다. 그의 오랜 학대를 견디며 살아온 아내 펠라게야는 성인이 된 아들 파벨의 보호를 받는다. 파벨은 지역 혁명 사회주의자들의 요청을 받고, 소량의 권총을 집 마룻바닥 밑에 숨기는 데 협조하게 된다. 어머니 펠라게야는 이를 몰래 목격한다.
브라소프는 체격이 크고 거친 성격의 인물로, 반혁명 단체인 흑백단의 요원들에게 보드카를 제공받으며, 공장에서 계획된 노동자 파업을 방해하는 폭력배로 이용당할 계획에 휘말린다. 그러나 파업이 실패로 돌아가는 과정에서 발생한 혼란 속에서, 브라소프는 혁명가의 총에 맞아 오인 사살된다.
남편의 죽음에 충격을 받은 펠라게야는 파벨에게 경찰 및 군 당국에 협조할 것을 간청하지만, 파벨은 이를 거부한다. 아들이 용서받을 수 있을 것이라는 순진한 믿음으로, 펠라게야는 파벨이 숨겨놓은 무기의 위치를 당국에 고발한다. 그러나 파벨은 결국 체포되어 반역죄로 재판을 받게 된다. 재판정에는 차르 니콜라이 2세의 흉상이 차갑게 내려다보고 있고, 지배 계층은 경멸의 시선을 보낸다. 판사들은 재판에 무관심하며, 변호인은 무능하다. 파벨은 종신 중노동형을 선고받는다.
이후 펠라게야는 혁명가들과 뜻을 같이하게 되며, 노동절 시위 도중 계획된 감옥 탈출 작전에 가담하게 된다. 감옥 안에서 죄수들은 경비병을 제압하고 탈출에 성공하며, 파벨도 따로 도망쳐 강 위의 얼음덩이를 건너며 총격을 피해 도주한다. 그는 잠시 어머니와 재회하지만, 그 순간 차르군의 총에 맞아 사망한다. 파벨을 잃은 펠라게야는 혁명에 완전히 투신하게 되고, 사회주의 깃발을 높이 들고 전진하다 기병대의 돌격에 짓밟혀 숨진다. 마지막 장면에서는 요새, 교회, 공장, 그리고 붉은 깃발이 휘날리는 크렘린의 탑과 성벽이 차례로 보여지며, 이야기의 결말을 장식한다.

## 출연

### 주연
- 베라 바라노프스카야

## 제작진
- 원작자: Maxim Gorky